# Portageville (Missouri)
Pour les articles homonymes, voir Portageville.
Portageville est une ville des comtés de New Madrid et Pemiscot, dans l’État du Missouri, aux États-Unis. La commune compte 3 228 habitants en l’an 2010.

## Personnalités
- George Wood (1943-2022), athlète américain double vice-champion olympique du lancer du poids en 1968 et 1972, est né en 1943 à Portageville.